# Claude Champagne (compositeur)
Pour les articles homonymes, voir Claude Champagne et Champagne.
Claude Champagne, né le 27 mai 1891 à Montréal et mort dans la même ville le 21 décembre 1965, est un compositeur canadien-français.

## Biographie

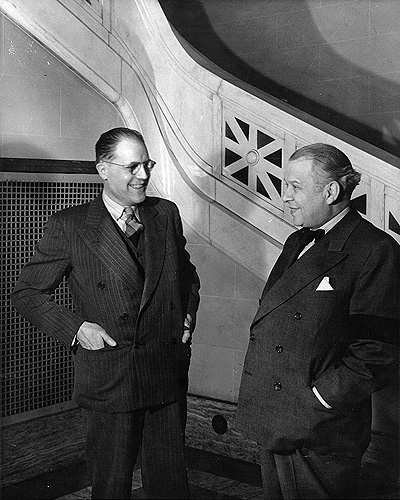
Claude Champagne (à gauche) et Wilfrid Pelletier.

Il étudie le piano avec Romain-Octave Pelletier junior. À Paris il prend des cours de composition avec André Gedalge, Raoul Laparra et Charles Koechlin.
En 1918, Claude Champagne compose sa première œuvre d'importance, le poème symphonique Hercule et Omphale. Avec l'appuie d'Alfred Laliberté, Champagne séjourne à Paris de 1921 à 1928. Le 31 mars 1926, Hercule et Omphale est interprétée par des artistes de la Société des Concerts du Conservatoire sous la direction du violoniste, compositeur et chef d'orchestre catalan Juan Mendés à la Salle de l'Ancien Conservatoire. En 1928, l'orchestre  des concerts Pasdeloup crée sa Suite canadienne Théâtre des Champs-Élysées. La programmation de ces oeuvres à Paris est une marque de reconnaissance du talent du compositeur. Les journaux québécois soulignent d'ailleurs le succès de Champagne dans la capitale française.
De retour à Montréal en 1928, il partage son temps entre l'enseignement, l'administration et la composition.  Il enseigne au conservatoire et à l'université de Montréal de 1930 à sa mort.
Parmi ses étudiants, on trouve : Jocelyne Binet, Lydia Boucher, François Brassard, Isabelle Delorme, Jean Deslauriers, Orpha-F. Deveaux, Anna-Marie Globenski, Roger Matton, Pierre Mercure, François Morel, Clermont Pépin, Micheline Coulombe Saint-Marcoux, Georges Savaria, Robert Turner, et Jean Vallerand.
De 1934 à 1942, Champagne travaille pour la Commission des écoles catholiques de Montréal comme directeur de l'enseignement musical, formant le personnel enseignant des écoles primaires pour lequel il rédige cinq solfèges. Il devient ensuite directeur adjoint du nouveau Conservatoire de musique du Québec, dont il est l'un des principaux instigateurs.
Éditeur en chef du département de publication d'œuvres canadiennes de la société BMI Canada (1949-65) et membre d'innombrables jurys d'examen et de concours, Champagne est un musicien influent et respecté, et un grand serviteur de la musique.
L'arrondissement Outremont possède une avenue Claude-Champagne en son honneur. Aussi, la Faculté de musique de l’Université de Montréal a nommé l'une de ses salles de concert Salle Claude-Champagne en son honneur. Il est témoin de son inauguration en 1964, peu de temps avant sa mort, en 1965. 
Le fonds d'archives de Claude Champagne est conservé au centre d'archives de Montréal de Bibliothèque et Archives nationales du Québec.

## Œuvres
Parmi ses œuvres citons Hercule et Omphale, poème symphonique, Suite canadienne pour chœur et orchestre, Danse villageoise, Symphonie gaspésienne et Altitudes. Son Petit scherzo, une petite pièce pédagogique pour piano (éditions Berandol, Toronto, Canada) fait partie du Syllabus du Conservatoire royal de musique de Toronto.